# Karen Bruce
Karen Bruce (Billericay, Essex, 25 de marzo de 1963) es una coreógrafa y directora de teatro británica más conocida por su trabajo en la nueva versión del musical de Stephen Sondheim Pacific Overtures de 1979 montada en el Donmar Warehouse de Londres en 2003, por la que fue galardonada con el Premio Laurence Olivier 2004 en la categoría mejor coreografía teatral.